# 弗拉訥克

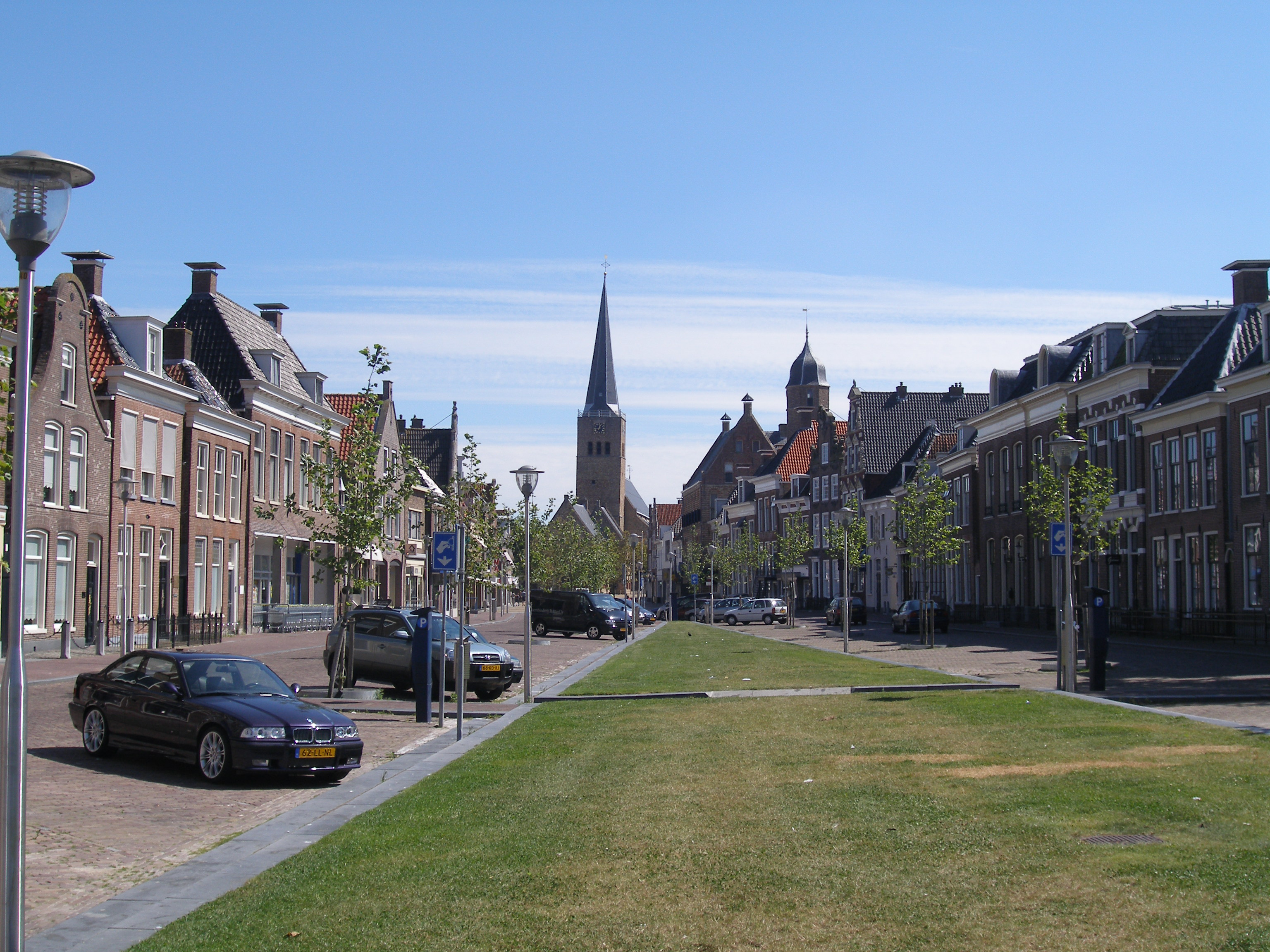

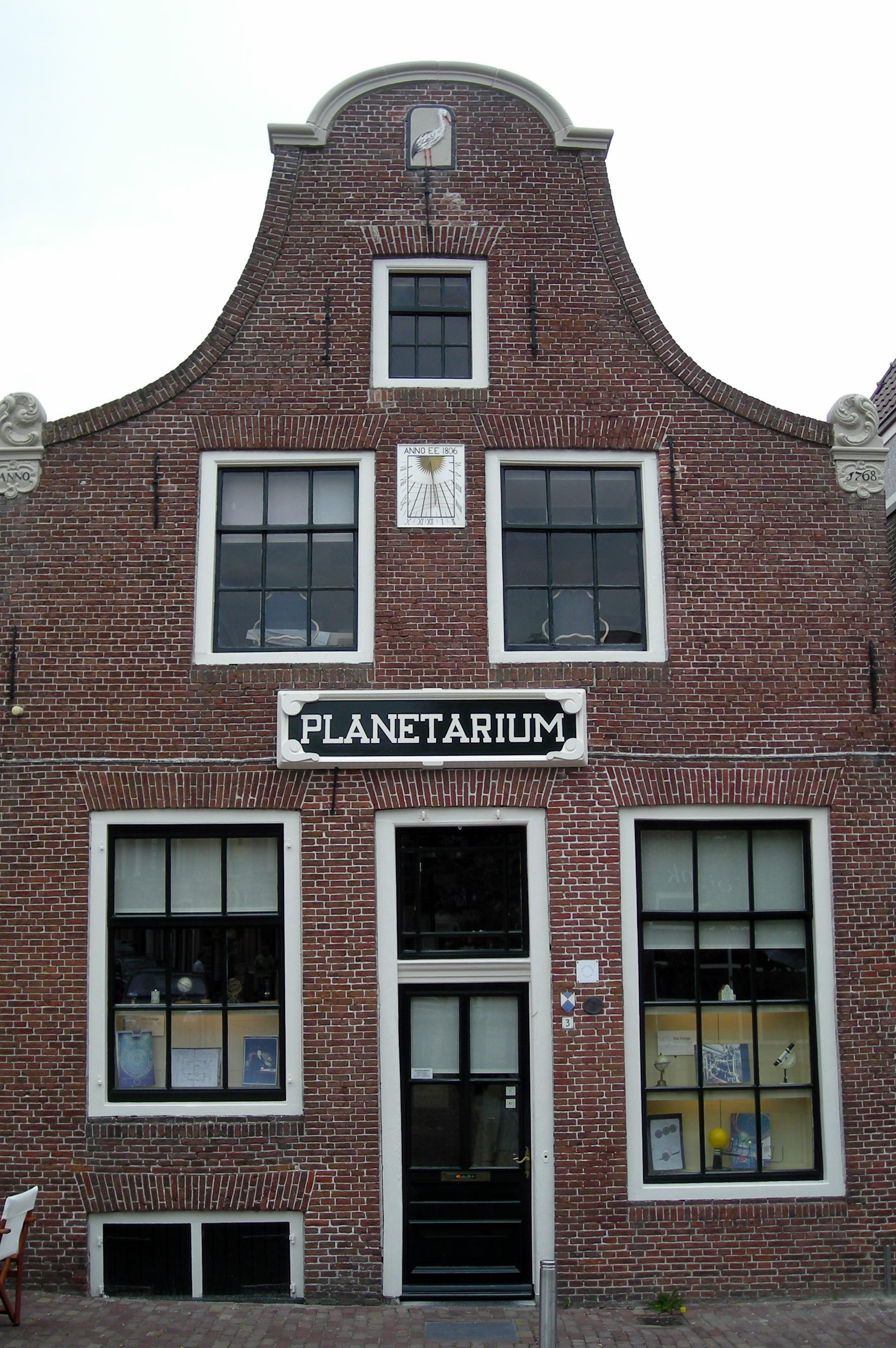

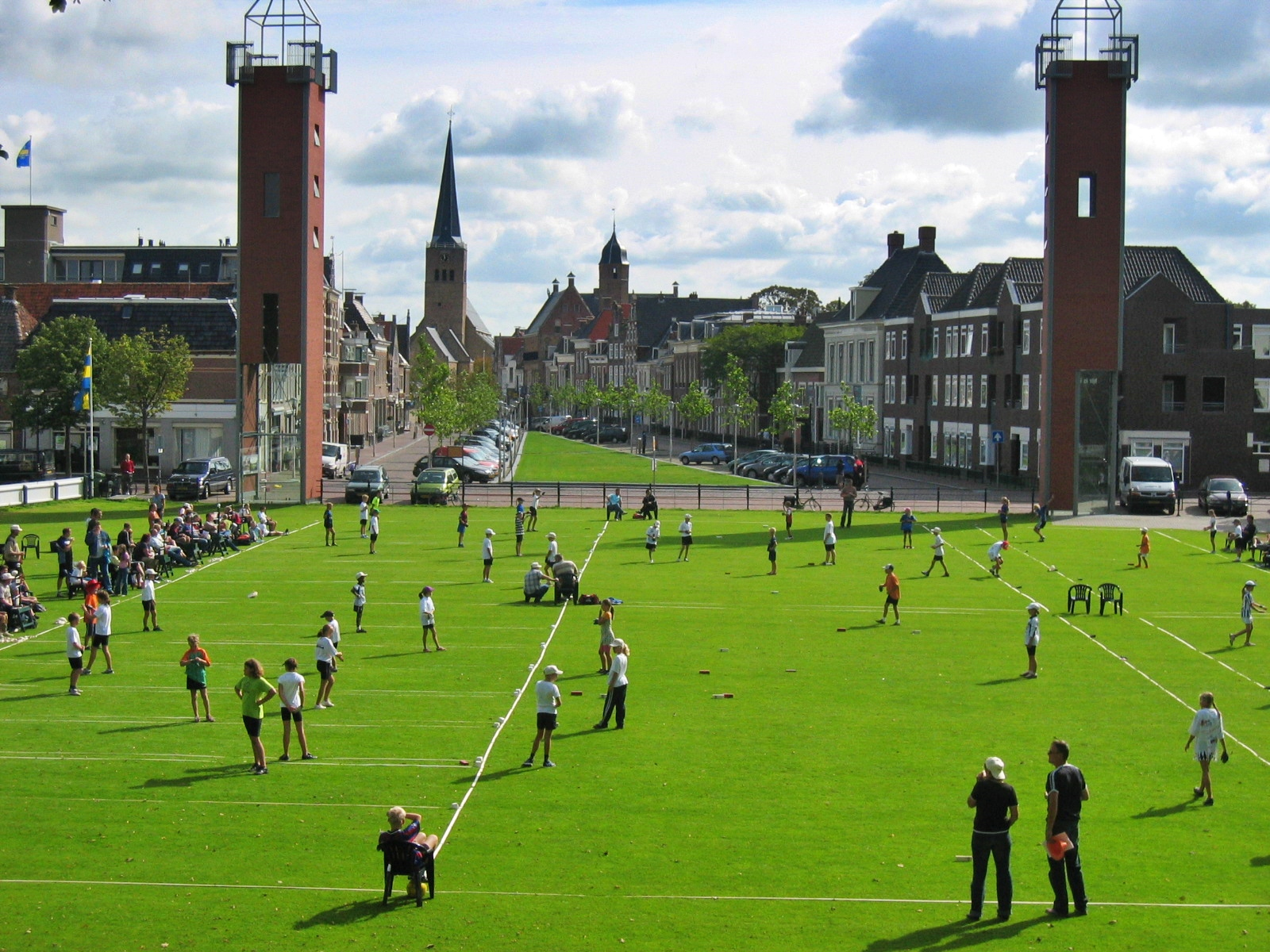

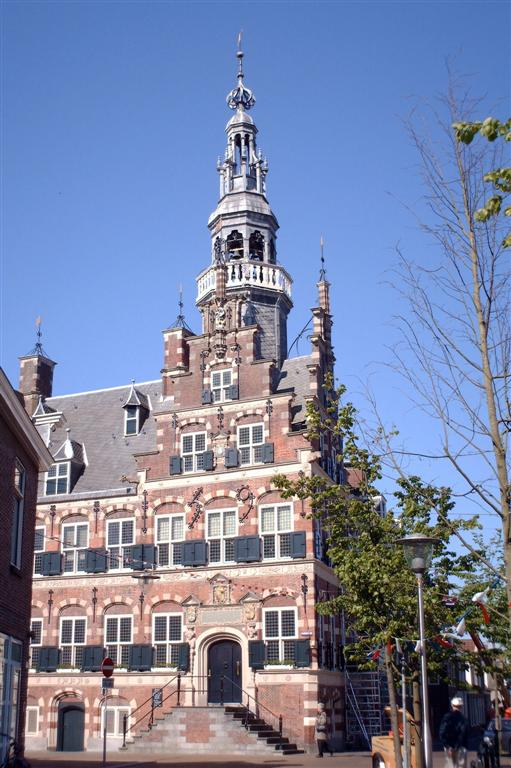

弗拉訥克（荷蘭語：Franeker，荷蘭語發音：[ˈfraːnəkər] ⓘ）是荷蘭弗里斯兰省瓦德胡克的城鎮，位於該國西北部，省会呂伐登以西20公里，始建於800年左右，鎮上有兩間主要博物館，該鎮在1585年至1811年間設有大學，2006年人口12,996。

## 外部連結
- Municipality of Franekeradeel （页面存档备份，存于） (in Dutch, with English page)
- Royal Eise Eisinga Planetarium（页面存档备份，存于）
- Museum Martena （页面存档备份，存于） (in Dutch)

53°12′N 5°32′E / 53.200°N 5.533°E